# 彭宣
彭 宣（ほう せん、? - 4年）は、前漢後期の人物。字は子佩。淮陽国陽夏県の人。

## 略歴
『易経』を張禹より学び、推挙されて博士となり、東平王劉宇の太傅となった。後に張禹が成帝の師匠として尊ばれるようになると、張禹から「彭宣は政治を任せられる」と推薦されたため、永始3年（紀元前14年）に右扶風となり、永始4年（紀元前13年）には廷尉に遷った。しかし元延2年（紀元前11年）に諸侯王国の人は長安にいるべきでないという理由で太原太守に出された。
綏和元年（紀元前8年）に呼び戻されて大司農となり、綏和2年（紀元前7年）に光禄勲に遷り、同年、哀帝即位後に右将軍となった。建平元年（紀元前6年）には左将軍となるが、建平2年（紀元前5年）、息子と淮陽王劉玄の娘が結婚していたことが、諸侯王国の人は高い地位や兵権を持つ地位におるべきではないという制度に背いているとして罷免された。
その後、諌大夫鮑宣の推薦を受け、元寿元年（紀元前2年）に哀帝に召し出されて光禄大夫となり、次いで御史大夫に昇進した。元寿2年（紀元前1年）、哀帝は三公を復活させ、御史大夫を大司空と改称し、これに伴い長平侯に封じられた。
その年、哀帝が崩御して王莽が大司馬となり権力を握ると、老年を理由に引退を申し出、認められて解任された。しかし王莽は自分が権力を握ると引退したことを恨みに思い、引退する際に賜う金や馬車を彭宣には与えなかった。
元始4年（4年）に死亡し、頃侯と諡された。長平侯は孫の代まで続いたが王莽が敗れると断絶した。